# Cerro Moai
Der Cerro Moai ist ein Hügel auf der Livingston-Insel im Archipel der Südlichen Shetlandinseln. Auf der Westseite von Kap Shirreff, dem nördlichen Ende der Johannes-Paul-II.-Halbinsel, ragt er auf der Landspitze Punta Rapa Nui auf.
Wissenschaftler der 45. Chilenischen Antarktisexpedition (1990–1991) benannten ihn nach seiner Ähnlichkeit mit den Moai auf der Osterinsel.